# Luke Garbutt
Luke Garbutt (Harrogate, Inglaterra, 21 de mayo de 1993) es un futbolista inglés que juega en la posición de defensa en el Salford City F. C. de la League Two de Inglaterra.

## Clubes
| Club                             | País       | Año       |
| -------------------------------- | ---------- | --------- |
| Everton F. C.                    | Inglaterra | 2011-2020 |
| Cheltenham Town F. C. (cedido)   | Inglaterra | 2011-2012 |
| Colchester United F. C. (cedido) | Inglaterra | 2013-2014 |
| Fulham F. C. (cedido)            | Inglaterra | 2015-2016 |
| Wigan Athletic F. C. (cedido)    | Inglaterra | 2016-2017 |
| Oxford United F. C. (cedido)     | Inglaterra | 2018-2019 |
| Ipswich Town F. C. (cedido)      | Inglaterra | 2019-2020 |
| Blackpool F. C.                  | Inglaterra | 2020-2023 |
| Salford City F. C.               | Inglaterra | 2023-     |